# Mayer (Arizona)
Pour les articles homonymes, voir Mayer.
Mayer est une census-designated place (CDP) située dans le comté de Yavapai dans l'État de l'Arizona aux États-Unis. À proximité se trouve le projet architectural Arcosanti réalisé par Paolo Soleri.

## Géographie

### Situation
Mayer est situé au centre de l'État d'Arizona et dans le sud-est du comté de Yavapai, à 107 km à vol d'oiseau au nord de la ville de Phoenix et à 26 km à vol d'oiseau au sud-est de Prescott, ville la plus peuplée et siège du comté de Yavapai. La localité est limitrophe de la forêt nationale de Prescott.

### Géologie et relief
Mayer se trouve au pied des Monts Bradshaw. A l'est de la localité, le sommet de Copper Mountain culmine à 1526 mètres et à l'ouest les sommets de Little Mesa et Big Bug Mesa culminent respectivement à 1979 mètres et 2111 mètres.

### Hydrographie
Mayer est traversée par la rivière Big Bug Creek, tributaire de l'Agua Fria River.

### Climat
Le climat est de type semi-aride (BSk) d'après la Classification de Köppen. La station météorologique la plus proche est celle de l'aéroport de Cordes.
| Mois                              | jan. | fév. | mars | avril | mai  | juin | jui. | août | sep. | oct. | nov. | déc. | année |
| --------------------------------- | ---- | ---- | ---- | ----- | ---- | ---- | ---- | ---- | ---- | ---- | ---- | ---- | ----- |
| Température minimale moyenne (°C) | 1,1  | 2    | 3,5  | 5,9   | 10,1 | 14,5 | 18,9 | 18,6 | 15,2 | 9,6  | 4,2  | 0,8  | 8,7   |
| Température moyenne (°C)          | 7,9  | 8,9  | 11,1 | 14,4  | 19,2 | 24,1 | 27,2 | 26,4 | 23,2 | 17,5 | 11,6 | 7,6  | 16,6  |
| Température maximale moyenne (°C) | 14,7 | 15,8 | 18,7 | 22,9  | 28,2 | 33,5 | 35,4 | 34,2 | 31,2 | 25,3 | 18,9 | 14,3 | 24,5  |
| Précipitations (mm)               | 44   | 48   | 38   | 15    | 11   | 5    | 48   | 60   | 49   | 28   | 30   | 39   | 415   |

| Diagramme climatique                                  |         |           |           |            |           |            |            |            |           |           |           |
| J                                                     | F       | M         | A         | M          | J         | J          | A          | S          | O         | N         | D         |
| 14,71,144                                             | 15,8248 | 18,73,538 | 22,95,915 | 28,210,111 | 33,514,55 | 35,418,948 | 34,218,660 | 31,215,249 | 25,39,628 | 18,94,230 | 14,30,839 |
| Moyennes : • Temp. maxi et mini °C • Précipitation mm |         |           |           |            |           |            |            |            |           |           |           |

### Voies de communication et transport
Mayer est traversée par l'Arizona State Route 69 qui relie Prescott à Cordes Lakes. L'autoroute la plus proche est l'Interstate 17 (I-17) qui relie Phoenix à Flagstaff, l'échangeur se trouvant au niveau de Cordes Lakes à une quinzaine de kilomètres au sud-est de Mayer.
Aucune ligne de chemin de fer ne dessert Mayer actuellement. Autrefois, elle était desservie par la Prescott and Eastern Railroad (P&E).

## Démographie
| 2000  | 2010  | - | - | - | - |
| ----- | ----- | - | - | - | - |
| 1 408 | 1 497 | - | - | - | - |

## Toponymie

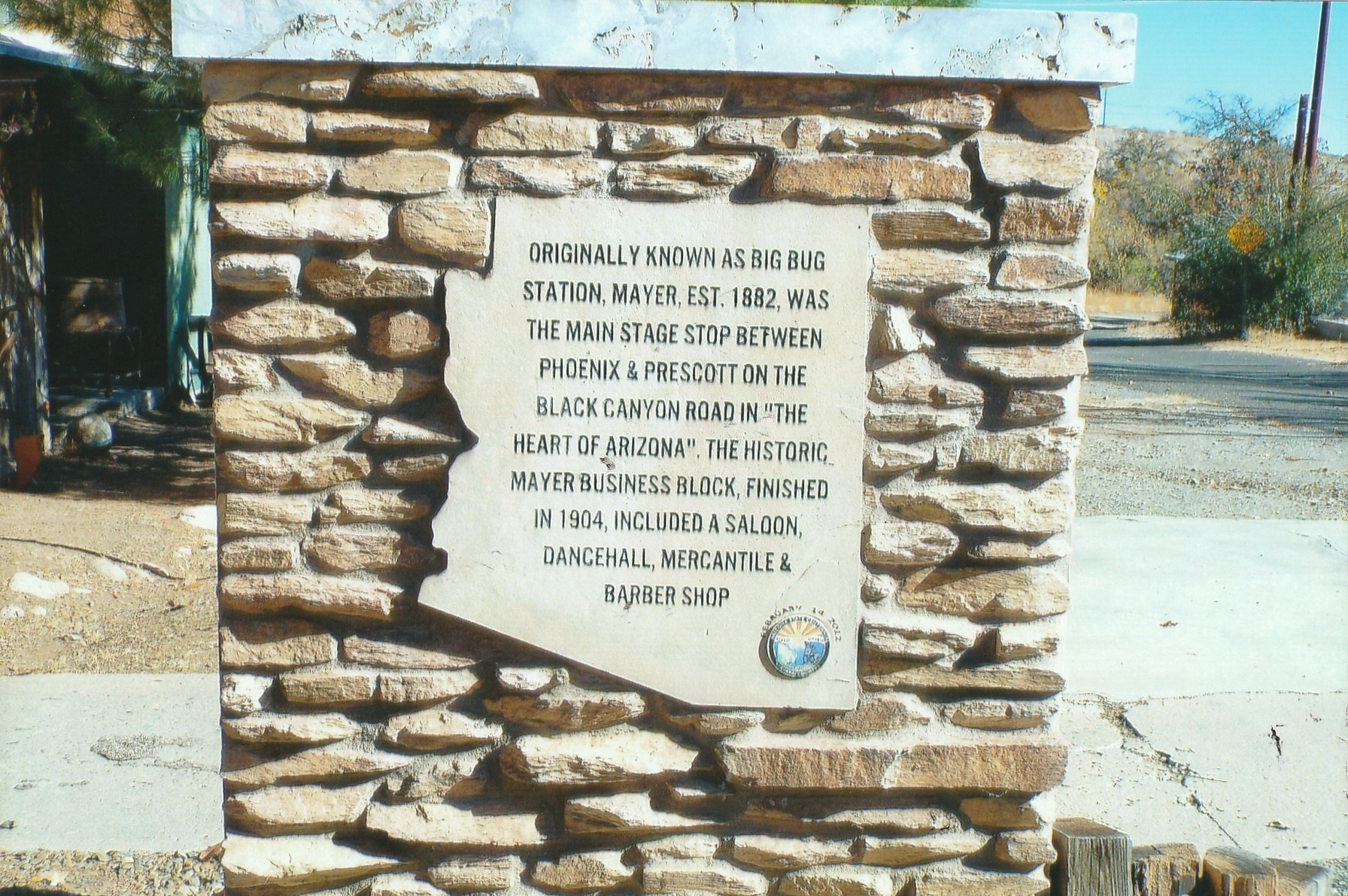
Borne historique.

À l'origine, le nom de la localité était Big Bug Station, avant d'être renommée en 1882 en l'honneur de Joe et Sarah Mayer.

## Culture locale et patrimoine

### Lieux et monuments
Plusieurs bâtiments de Mayer sont inscrits sur le Registre national des lieux historiques dont l'école en briques rouges située sur Main Street, le magasin général, le Business Block et les Mayer Apartments .

### Culture populaire
La série télévisée Harts of the West, dont le casting intègre les acteurs Beau Bridges et son père Lloyd Bridges, a été tournée à Mayer en 1993 et 1994.